# Katherine Routledge

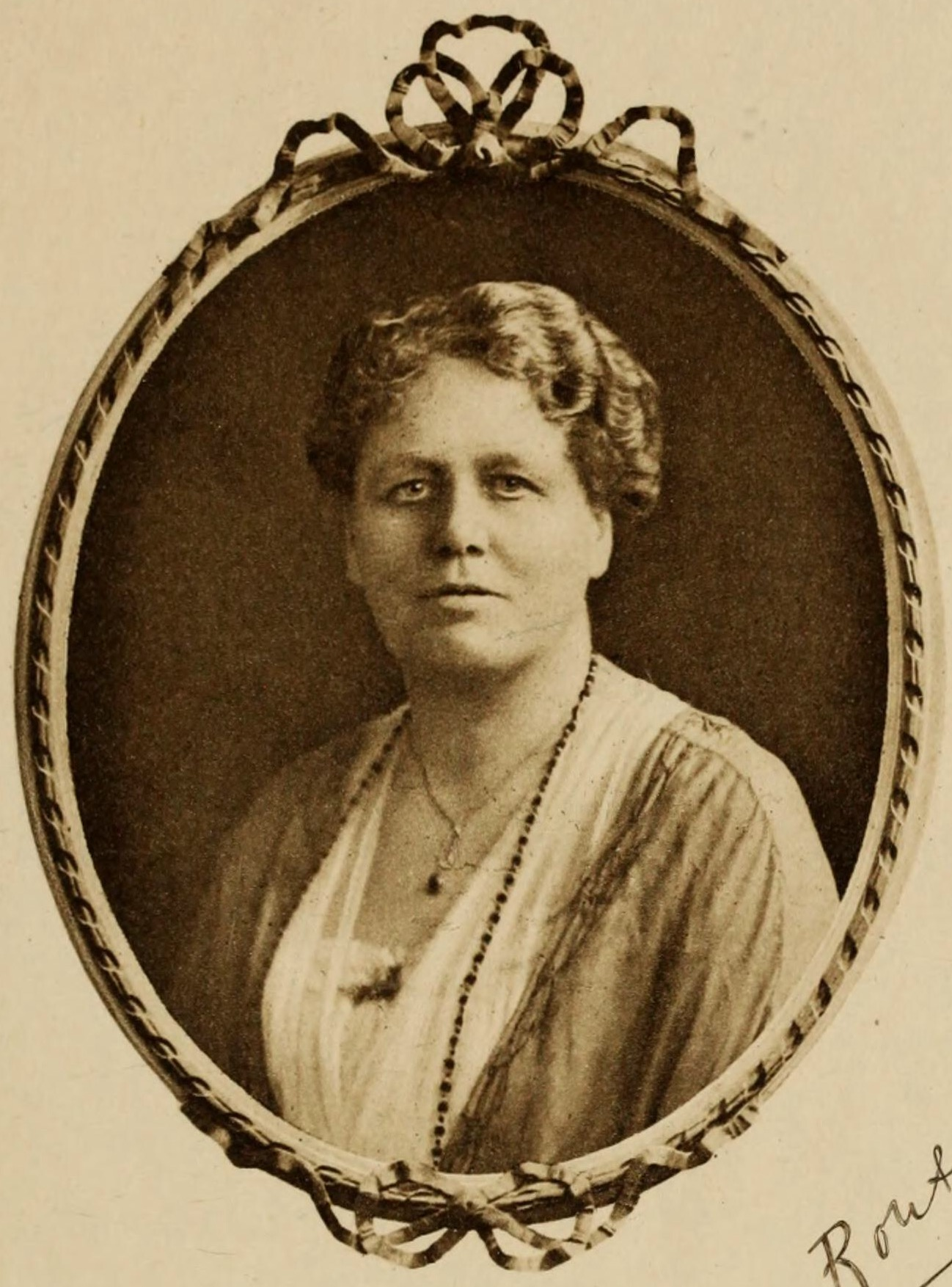
Katherine Routledge, 1919

Katherine Maria Routledge (/raʊtlɛdʒ/)  geborene Katherine Pease, (* 11. August 1866 in Darlington; † 13. Dezember 1935 in Ticehurst, East Sussex) war eine britische Historikerin und Ethnologin.
Sie ist insbesondere für die erste umfangreiche Katalogisierung archäologischer Fundstellen und -objekte auf der Osterinsel bekannt, wo unter ihrer Leitung 1914–1915 erstmals Grabungen durchgeführt wurden, sowie für die Aufzeichnungen mündlicher Überlieferungen der Insulaner. 1919 erschien dazu ihr Buch Mystery of Easter Island. The Story of an Expedition, das so erfolgreich war, dass es im Jahr darauf neu aufgelegt wurde. Bereits 1910 war With a Prehistoric People: The Akikûyu of British East Africa erschienen, das sie zusammen mit ihrem Mann nach einem zweijährigen gemeinsamen Aufenthalt bei den Kikuyu Ostafrikas verfasst hatte.

## Leben
Katherine war das zweite Kind von Kate und Gurney Pease, einem reichen und prominenten Quäker aus Darlington. Die Tochter aus bestem Haus schloss 1895 ein Geschichtsstudium an der Somerville Hall, Oxford, ab. Bemerkenswert ist, dass Frauen in Oxford damals zwar Prüfungen ablegen konnten (in manchen Fächern; beispielsweise war ein Abschluss in Archäologie nicht möglich), damit jedoch keinen Titel erwarben: Den akademischen Titel M.A. erhielt sie erst später vom Trinity College (Dublin).
Vorerst unterrichtete Katherine Pease. Nach dem Zweiten Burenkrieg reiste sie mit einem Komitee, das die Umsiedlung britischer Frauen dorthin untersuchen sollte, nach Südafrika. 1906 heiratete sie den Ethnologen und Anthropologen William Scoresby Routledge (1859–1939), der seine Studien ebenfalls in Oxford absolviert hatte und dem sie in Neapel begegnet war. Das Paar ging noch im selben Jahr nach Afrika zurück und lebte bis 1908 bei den Kikuyu im damaligen Britisch-Ostafrika. 1910 publizierten sie darüber das Buch With A Prehistoric People: The Akikûyu of British East Africa. Im selben Jahr entschieden sie sich, eine Expedition zur Osterinsel zu organisieren.

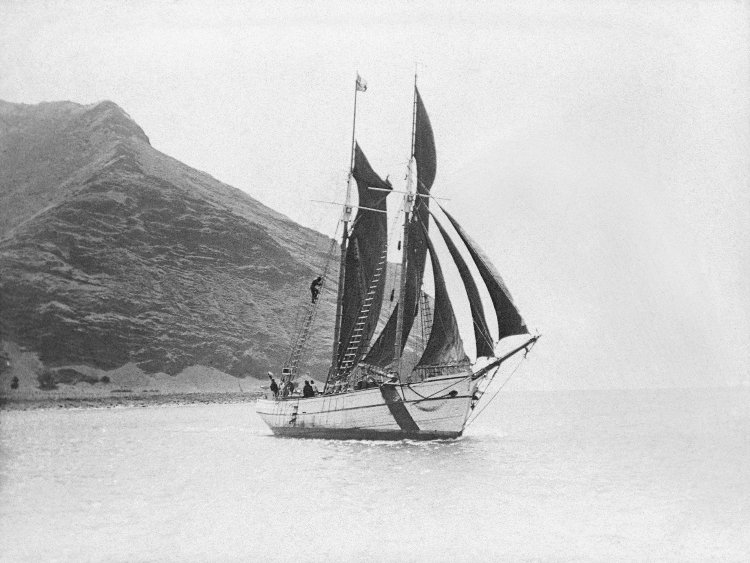
Mana vor der Küste der Osterinsel

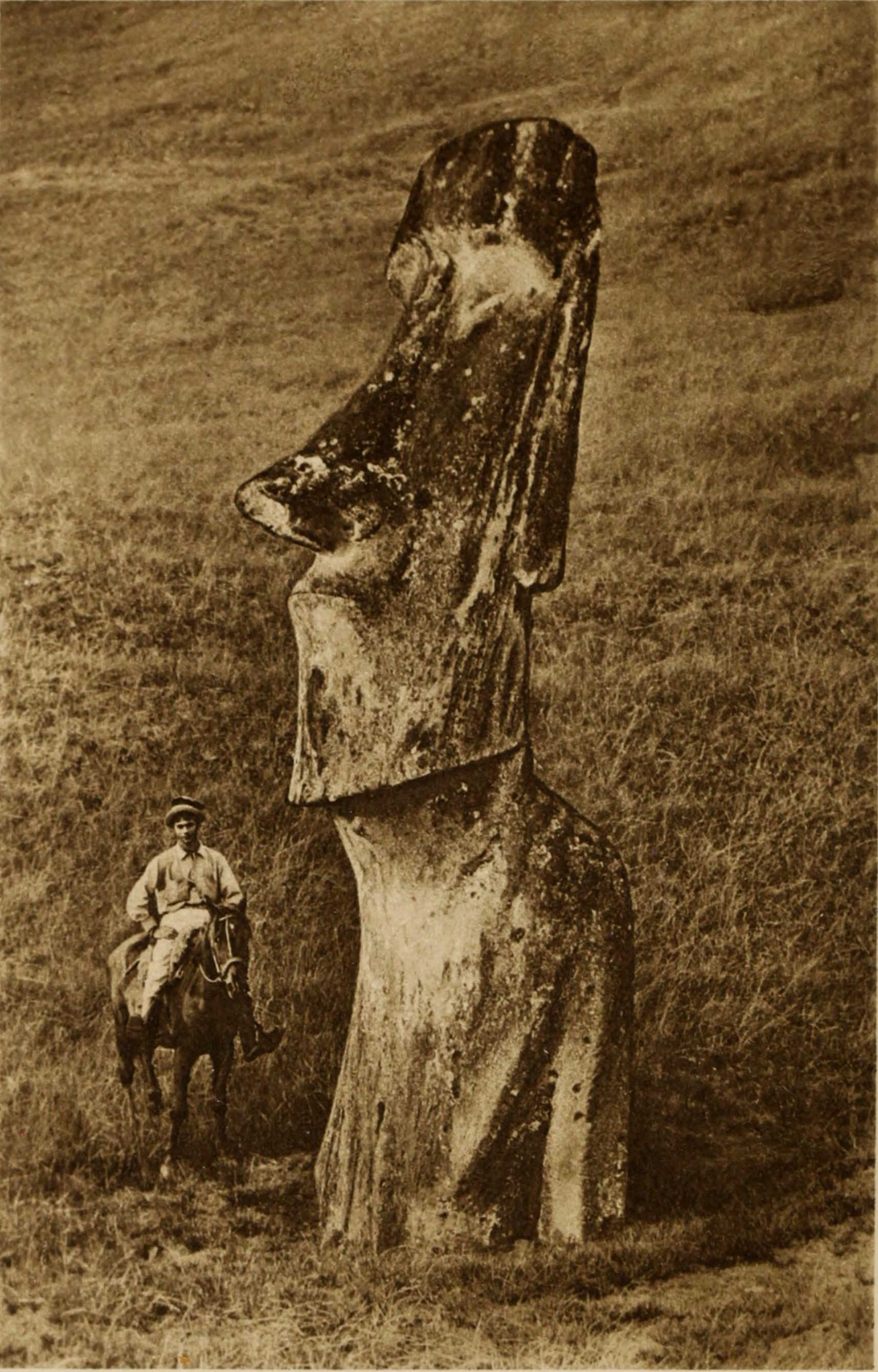
Moai

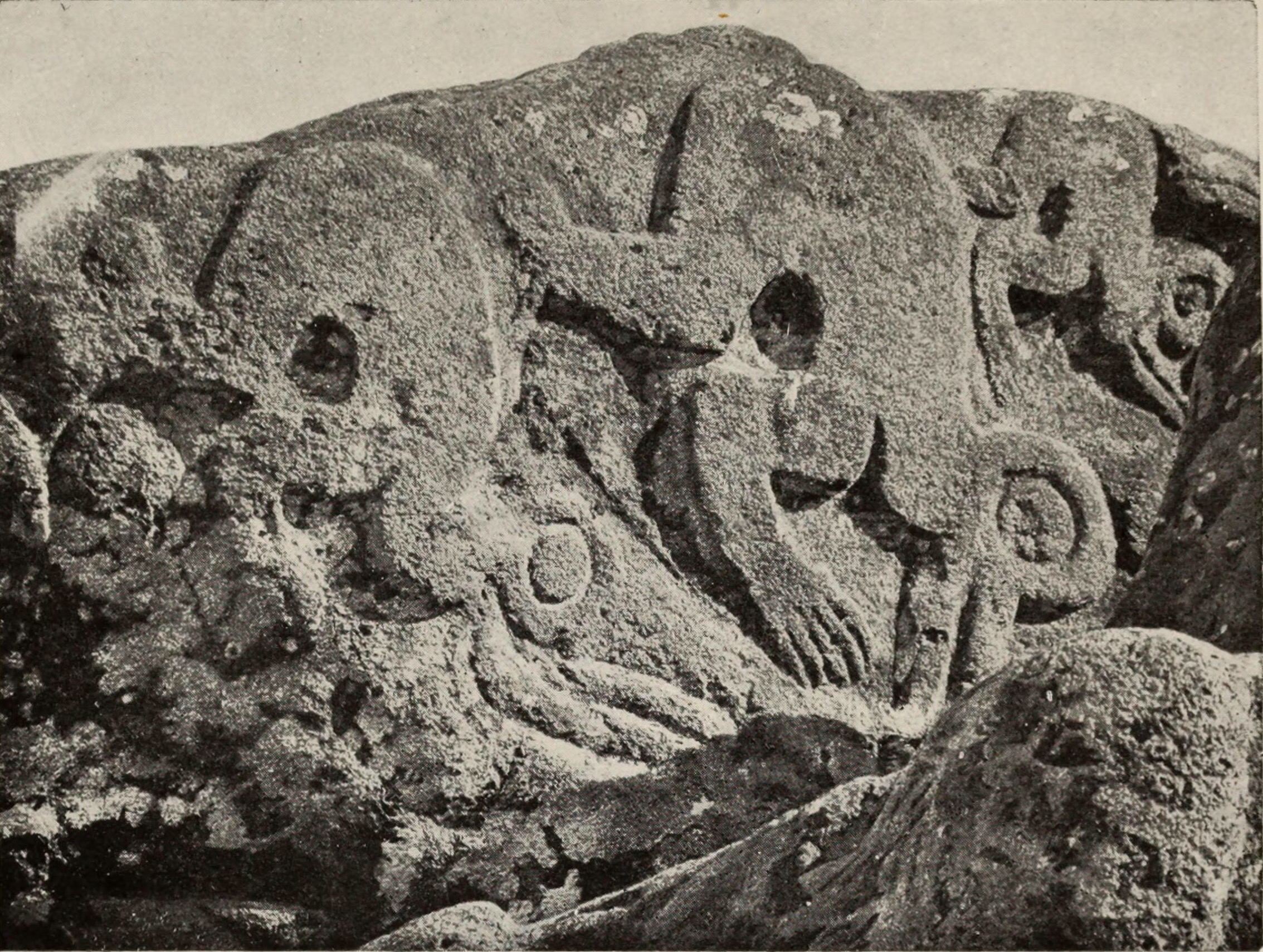
Vogelmenschen

## Osterinsel
Für diese Expedition gab das Ehepaar einen 90-Fuß-Schoner in Auftrag, der Mana getauft wurde – ein polynesischer Begriff für übersinnliche Kraft.
Die Expedition wurde in Kooperation mit der British Association for the Advancement of Science, dem British Museum und der Royal Geographical Society durchgeführt. Die Royal Navy steuerte einen Seeoffizier bei, offensichtlich um kartografische Daten zu sammeln. Mana stach am 25. März 1913 von Falmouth aus in See.
Am 29. März 1914 erreichte Mana die Osterinsel, auf der zwei Lager errichtet wurden, nämlich bei Mataveri und bei der Anlage Rano Raraku. Außerdem war das Team in Orongo und Anakena aktiv. Mit Unterstützung durch den Insulaner Juan Tepano zeichnete Routledge die ältesten Überlieferungen der Eingeborenen auf, wofür sie auch die Leprakolonie nördlich von Hanga Roa aufsuchen musste. Dadurch blieben die Legenden über die Erstbesiedlung durch Hotu Matua und den Vogelmannkult den späteren Generationen erhalten. Auch erste Hinweise zu den bislang nicht vollständig entzifferten Rongorongos notierte sie. Ihre Biografin Jo Anne van Tilburg hebt Routledges Bedeutung für die Bewahrung des Kulturguts der Insulaner hervor – sowohl für deren Nachkommen als auch für alle späteren Wissenschaftler.

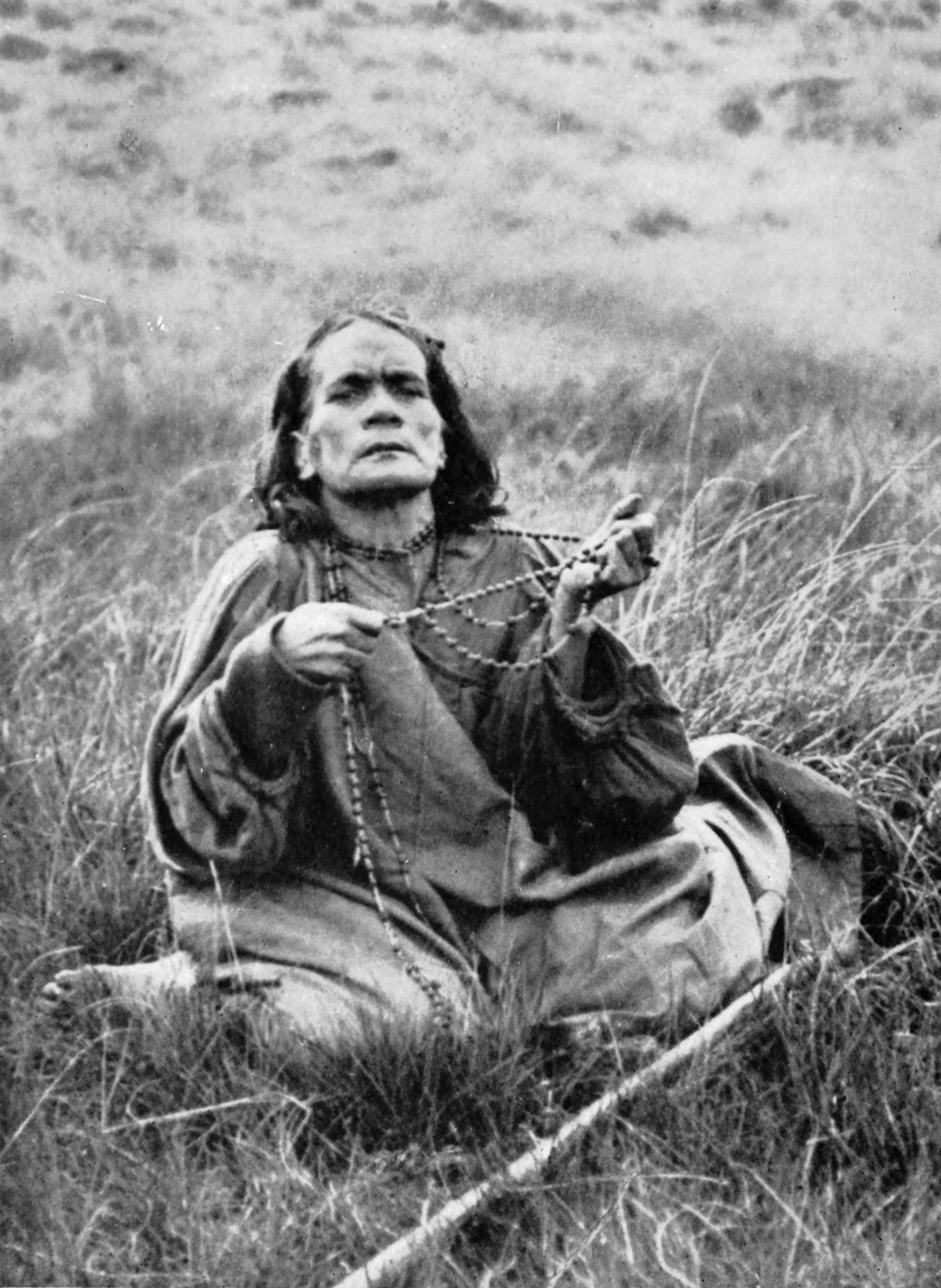
Angata

Das Team legte mehr als 20 verschüttete Moais (Riesenstatuen) frei und katalogisierte sie erstmals, ebenso wie Ahus, die Steinplattformen, auf denen sie ursprünglich standen. Von besonderem wissenschaftlichen Interesse sind ihre Aufzeichnungen über Tattoos der ältesten Eingeborenen (aus der Leprakolonie), die sich in Gravuren auf der Rückseite freigelegter Moais wiederfinden, weil ab 1860 Tätowierung durch die Missionare sukzessive abgeschafft wurde und daher späteren Forschern solches Material nicht mehr verfügbar war.
Die Expedition hatte seit der Abreise mit vielerlei Schwierigkeiten zu kämpfen, zu denen das unsensible Verhalten der Routledges gegenüber den anderen Teilnehmern nicht wenig beigetragen hatte. Dann beeinträchtigte auch ein Aufstand der Insulaner gegen die Farmer die Arbeit. Die örtliche Hexe oder Prophetin Angata hatte ihn durch eine Vision ausgelöst, in der sie ihre Landsleute als kugelsicher gesehen hatte. Die Insulaner stahlen und schlachteten nach einer schriftlichen „Kriegserklärung“ vom 30. Juni etliche Rinder. Katherines Vermittlung legte den Streit letztlich bei. Angata starb bald darauf. Nicht weniger Ärger bereiteten aber auch die wenig später folgenden Kriegsereignisse:
Erster Weltkrieg
Ab dem 12. Oktober 1914 versammelte sich das deutsche Ostasiengeschwader vor Hanga Roa, hauptsächlich um von Versorgern Kohle zu übernehmen. Nebenbei versenkten sie vor den Augen der Briten eine französische Yacht. Die Expedition versteckte hastig ihre Entdeckungen und Sammlungen, und Mana lief mit Scoresby an Bord mit Ziel Chile aus, um beim dortigen britischen Generalkonsulat Protest gegen die widerrechtliche Nutzung von Hoheitsgewässern des neutralen Landes einzulegen. Seine Frau tat dasselbe vor dem Repräsentanten Chiles auf der Osterinsel, dem Lehrer. Dass dieser den Protest erfolgreich weiterleitete, ist unwahrscheinlich.
Unmittelbar bevor das Geschwader abzog, setzte man eine Schar kriegsgefangener Engländer und Franzosen an Land, die von versenkten Schiffen der Alliierten stammten. Einige dieser Leute wurden für die Grabungen engagiert.
Die Expedition verließ die Insel am 18. August 1915 und reiste über Pitcairn und San Francisco heimwärts. Katherines populärwissenschaftliches Buch The Mystery of Easter Island erschien 1919 und wurde sehr populär. Die Sammlungen kamen in das Pitt Rivers Museum, die schriftlichen Aufzeichnungen gingen letztlich an die Royal Geographical Society.
Fast so sehr, wie die während der Expedition entstandenen Aufzeichnungen alter Legenden zu loben sind, wurde die archäologische Arbeit von Fachleuten bald kritisiert: Allzu oft wurde nicht nach damals längst geläufigen Standards gearbeitet. Querelen innerhalb des Teams und allzu lang unbeaufsichtigte Arbeit der unkundigen Insulaner führten in Fachkreisen später zu herber Kritik. O. G. S. Crawford, einer der Fachleute, der das Team vor Erreichen der Osterinsel verließ, nennt später die Arbeit ein „archäologisches Fiasko“. Einzugestehen ist, dass Mana während der Arbeiten dreimal zwischen der Insel und Chile „pendelte“ und die Fluktuation im Team erheblich war.

## Erkrankung und Tod
Spätestens als Katherine Routledge 1925 ihren Mann aus der gemeinsamen Wohnung am Hyde Park aus- und sich darin einsperrte, trat eine Krankheit in Erscheinung, die als paranoide Schizophrenie diagnostiziert wurde. Möglicherweise hatte sie bereits als Kind in milder Form daran gelitten: Katherine hatte zeitweise „Stimmen gehört“, und auch ihr Bruder Harold Gurney Pease war „geisteskrank“ (Diagnose unbekannt). Während ihrer Zeit in Oxford war Katherine in Kontakt zu Spiritualisten gekommen und war selbst als Schreibmedium aktiv.
Erstaunlicherweise überstand die Frau die extremen Belastungen während der Reisen offenbar ohne Symptome. Die Familie hielt anfangs Verwünschung durch die Hexe Angata von der Osterinsel für die Ursache der Störung, ließ aber 1929 die Kranke zwangsweise in das Ticehurst Hospital, Sussex, einweisen, wo sie 1935 an einem Schlaganfall verstarb. Der Leichnam wurde eingeäschert, die Asche verstreut. Einen Gedenkstein gibt es nicht.
Scoresby überließ sämtliche Aufzeichnungen Katherines (die sie zuletzt versteckt hatte) der Royal Geographical Society. Noch 1961 fanden Scoresbys Erben in seinem Haus auf Zypern, das er nach dem Tod seiner Frau erworben hatte, Bild- und Kartenmaterial zur Osterinsel-Expedition, das man bis zu diesem Zeitpunkt verschollen geglaubt hatte. Vorher unveröffentlichtes Material erschien 2003 in Jo Anne van Tilburgs Biografie der Forscherin.

## Veröffentlichungen
- mit William Scoresby: With a Prehistoric People: The Akikûyu of British East Africa. London 1910.
- The Mystery of Easter Island. The Story of an Expedition, London 1919 (Internet Archive, 2. ed. 1920).
  - The Mystery of Easter Island, Cosmo Classics, New York 2005. ISBN 1-59605-588-X (Neuausgabe).